# Балакуль
Балаку́ль (рос. Балакуль) — село у складі Леб'яжівського округу Курганської області, Росія.
Населення — 214 осіб (2010, 314 у 2002).